# Bukowa (Mostki)
Bukowa (do 2011 Kiszki) – przysiółek wsi Mostki w Polsce, położony w województwie podkarpackim, w powiecie niżańskim, w gminie Jarocin.
W latach 1975–1998 przysiółek administracyjnie należał do województwa tarnobrzeskiego.
1 stycznia 2011 r. zmieniono urzędowo nazwę miejscowości z Kiszki na Bukowa.